# Jürgen Czernohorszky

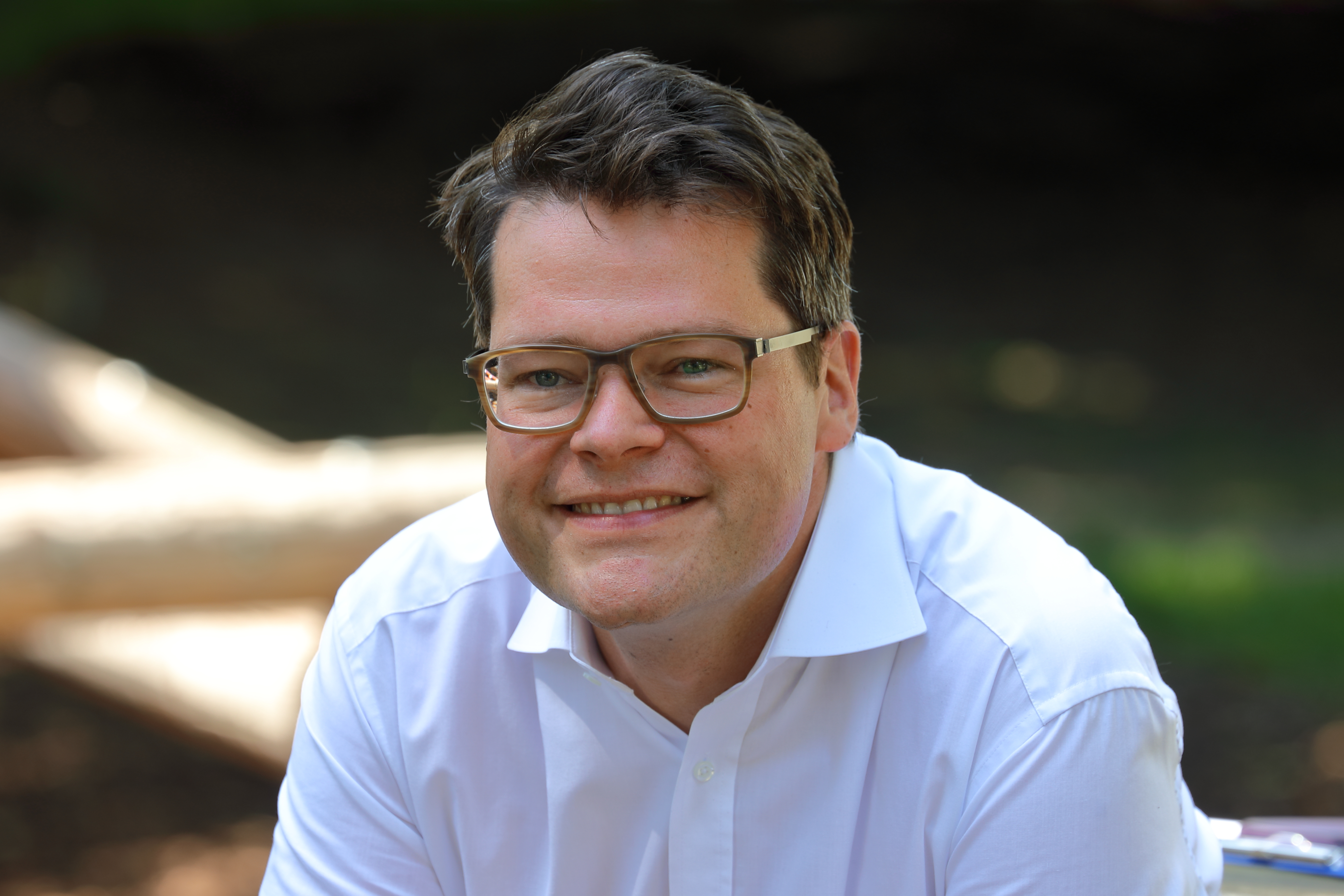
Jürgen Czernohorszky (2020)

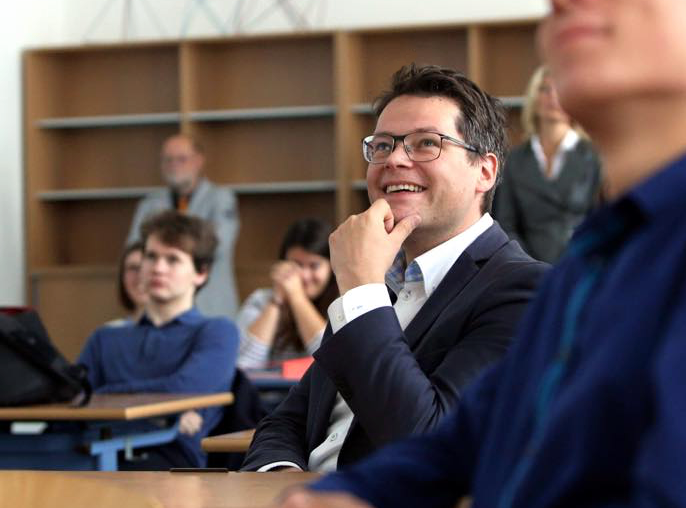
Jürgen Czernohorszky (2016)

Jürgen Czernohorszky (* 25. März 1977 in Eisenstadt als Jürgen Wutzlhofer, wie er bis 2014 hieß) ist ein österreichischer Politiker (SPÖ). Er war von Dezember 2015 bis Jänner 2017 amtsführender Präsident des Stadtschulrats für Wien. Von 26. Jänner 2017 bis zum 23. November 2020 war er amtsführender Wiener Stadtrat für Bildung, Integration, Jugend und Personal.
Seit 24. November 2020 ist er amtsführender Stadtrat für Klimaschutz, Umwelt und Demokratie.
Er war von 2001 bis 2015 Abgeordneter zum Wiener Landtag und Mitglied des Wiener Gemeinderats, medienpolitischer Sprecher der SPÖ im Wiener Gemeinderat und stellvertretender Ausschussvorsitzender des Gemeinderatsausschusses für Umwelt. Zuvor war Czernohorszky Jugendsprecher der SPÖ Wien.

## Leben
Jürgen Czernohorszky besuchte zwischen 1986 und 1995 das BRG Hartberg und begann nach der Matura ein Studium der Politikwissenschaften an der Universität Wien. 2001 stieg Czernohorszky auf ein Studium der Soziologie um, das er 2008 mit dem akademischen Grad Mag. abgeschlossen hat.
Politisch war Czernohorszky zwischen 1995 und 2000 in verschiedenen Funktionen der Studentenvertretung tätig. So war er Sekretär des VSStÖ Wien, Bundesvorsitzender des VSStÖ, Mandatar der Universitätsvertretung der Universität Wien sowie Mandatar der Bundesvertretung der Österreichische Hochschülerinnen- und Hochschülerschaft. Zwischen dem Jahr 2000 und 2001 arbeitete Czernohorszky als Parlamentarischer Mitarbeiter der SPÖ, zwischen 2000 und 2002 war er Sektionsvorsitzender der offenen Sektion Penzing 1-2-3. 2001 wechselte Czernohorszky als Abgeordneter in den Wiener Landtag und Gemeinderat, wo er das Amt des Jugendsprechers übernahm. Im Dezember 2015 wurde Czernohorszky offiziell als neuer Wiener Stadtschulratspräsident bestellt.
Am 26. Jänner 2017 folgte Czernohorszky in Landesregierung und Stadtsenat Häupl VI Sandra Frauenberger als Bildungsstadtrat nach. Als Stadtschulratspräsident ist ihm Gewerkschafter Heinrich Himmer nachgefolgt.
Im Februar 2020 wurde er als Nachfolger von Andreas Schieder zum Vorsitzenden der SPÖ Penzing gewählt.
Seit Oktober 2021 ist er Bundesvorsitzender der Österreichischen Kinderfreunde.
Jürgen Czernohorszky ist verheiratet und hat zwei Töchter. Bei der Heirat nahm er 2014 den Nachnamen seiner Frau an.